# La Chanson du souvenir (film, 1937)
Pour l’article homonyme, voir La Chanson du souvenir (film, 1945).
Pour plus de détails, voir Fiche technique et Distribution.
La Chanson du souvenir est un film franco-allemand réalisé par Douglas Sirk et Serge de Poligny, tourné en français, sorti en 1937.

## Synopsis
Dans une petite principauté d’Europe centrale, au milieu du XIXe siècle, la jolie chanteuse Christine Holm est invitée à chanter au concert de cour du Prince. Le charme de Christine séduit le lieutenant Walter d'Arnegg, fils du ministre d'État de son Altesse. Mais leur liaison fait scandale et Christine doit partir. Elle en est d'autant plus désolée qu'elle pensait découvrir l'identité de son père dont elle ne sait rien, dans ce petit État où sa mère, chanteuse elle aussi, était venue chanter bien des années auparavant. Apprenant l'annulation de son concert, le Prince la fait rappeler et demande à la connaître. Charmé à son tour, le Prince promet de l'aider dans ses recherches sur son père. Le seul indice dont dispose Christine est une chanson que chantait sa mère à l'homme qu'elle aimait. Le Prince reconnaît la chanson et se souvient de son aventure amoureuse avec une belle chanteuse, 25 ans auparavant : Christine est sa fille, elle chantera le soir au concert de cour, et épousera le lieutenant Walter.

## Fiche technique
- Titre : La Chanson du souvenir
- Réalisation : Douglas Sirk (sous son nom d'origine, Detlef Sierck) et Serge de Poligny
- Supervision : Raoul Ploquin
- Scénario : Douglas Sirk et Franz Wallner-Basté, d'après la comédie musicale Das kleine Hofkonzert (de) de Paul Verhoeven et Toni Impekoven
- Dialogues : Georges Neveux
- Décors : Fritz Maurischat
- Photographie : Franz Weihmayr
- Musique : Edmund Nick et Ferenc Vecsey
- Production : Bruno Duday
- Société de production :  UFA, Alliance cinématographique européenne (ACE)
- Pays de production :  Allemagne,  France
- Langue : français
- Format : Noir et blanc - 35 mm - 1,37:1
- Genre : comédie romantique
- Date de sortie :  21 mai 1937

## Distribution
- Martha Eggerth : Christine Holm
- Max Michel : le lieutenant Walter d'Arnegg
- Colette Darfeuil : Mlle Pinelli
- Pierre Magnier : le Prince
- Germaine Laugier : la comtesse
- Marcel Simon : le ministre d'État d'Arnegg
- Félix Oudart : Zunder, le corsetier
- Marie Bizet : Babette, la femme du chambre
- Paulette Noizeux : Mme de Raschkoff
- Auguste Bovério : Knips
- Jean Toulout : le colonel Flumms
- Camille Guérini : Veit, l'ordonnance
- Robert Vattier : Florian
- Jean Coquelin : le bibliothécaire
- Jacques de Féraudy : l'intendant
- Henri Fabert : le chef d'orchestre
- Édouard Hamel : le photographe
- Léon Arvel : le médecin
- Mariette Sully
- André Siméon
- Pierre Labry
- Bill-Bocketts

## Autour du film
Le film La Chanson du souvenir a été simultanément tourné en allemand sous le titre Du même titre, réalisation de Douglas Sirk.

## Appréciation critique
« Ce film est proche parent des multiples opérettes qui évoluent dans une petite principauté germanique. On retrouve dans ce joli film pimpant l'atmosphère du Congrès s'amuse. Mais le goût, la gentillesse et le tact de cette nouvelle comédie musicale méritent que le public y prenne autant de plaisir que celui qui semble avoir animé tous les collaborateurs de cette gracieuse opérette. »

— La Cinématographie française, no 367, mai 1937